# ダイヤモンド・アイズ (アルバム)
『ダイヤモンド・アイズ』（Diamond Eyes）は、アメリカのオルタナティヴ・メタル・バンド、デフトーンズの6枚目のスタジオ・アルバム。2010年5月4日発売。

## 制作
本作にはもともと『Eros』という仮タイトルが付けられていた。その最中、ベーシストのチ・チェンが2008年11月に交通事故に遭い、昏睡状態に陥る。セルフタイトル・アルバム『デフトーンズ』までプロデュースを行っていたテリー・デイトと再びタッグを組み、2008年4月から『Eros』の制作が開始され、2009年初頭にも発売予定と言われていたが、前述の事故により制作は中断される。チノは公式サイト上に「完成に近づいた新作『Eros』だけど、人間としてミュージシャンとして、今現在の自分たちを反映できた作品ではないと思う。これらの楽曲がいつか陽の目を見るときも来るかもしれない、だけど今俺たちは新しいアプローチで進まないといけないという結論に至った。その結論に至るまでに、チの容態のことは心に重くのしかかったけど、俺たちはもう一度スタジオに戻り、アーティストとして納得できるものを作ろうと思う。『Eros』の無期発売延期と、チの容態には何のかかわりもない。最高の作品を書き、レコーディングし、ファンに届けたい。純粋でクリエイティヴな気持ちからのバンドの決断だ」とコメントした。
2009年初めにクイックサンドのセルジオ・ベガがベーシストとして加入、ライブ活動もバンドとともに行う。フー・ファイターズ、ヴェルヴェット・リヴォルヴァーとの仕事で知られるニック・ラスクリネクスをプロデューサーに迎え、新作のレコーディングを開始した。新作にはPro Toolsが使われず、以前より生々しいバンド・サウンドを獲得した。

## 収録曲
全曲デフトーンズによる作詞作曲
1. ダイヤモンド・アイズ - "Diamond Eyes" - 3:08
2. ロイヤル - "Royal" - 3:32
3. CMND/CTRL - "CMND/CTRL" - 2:25
4. ユーヴ・シーン・ザ・ブッチャー - "You've Seen the Butcher" - 3:31
5. ビューティー・スクール - "Beauty School" - 4:47
6. プリンス - "Prince" - 3:36
7. ロケット・スケーツ - "Rocket Skates" - 3:42
8. セックステープ - "Sextape" - 4:01
9. リスク - "Risk" - 3:38
10. 976-イーヴル - "976–EVIL" - 4:32
11. ディス・プレイス・イズ・デス - "This Place Is Death" - 3:48

## 参加ミュージシャン
- チノ・モレノ - ボーカル、リズムギター
- ステファン・カーペンター - リードギター
- セルジオ・ヴェガ - ベースギター
- エイブ・カニンガム - ドラムス
- フランク・デルガド - サンプリング、キーボード、ターンテーブル